# Jackson Merrill
Jackson Peter Merrill (Baltimore, 19 aprile 2003) è un giocatore di baseball statunitense, di ruolo esterno centro, che gioca per i San Diego Padres (MLB).
Scelto dagli stessi Padres nel Draft 2021, ha debuttato in MLB con la squadra di San Diego nel 2024. In quella stessa stagione è stato selezionato per partecipare all'All-Star Game.